# Municipalitatea Ecatepec de Morelos

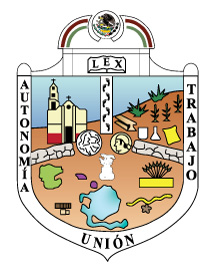
Stema

Ecatepec de Morelos este o municipalitate din statul federal mexican Morelos, care aproape concide cu orașul San Cristóbal Ecatepec de Morelos sediul municipalității. Oricum, în mod pragmatic, atât orașul cât și municipalitatea sunt cunoscute sub numele de "Ecatepec", care derivă din limba Nahuatl, însemnând colină vântoasă. Denominalizarea Ecatepec este cunoscută ca fiind un nume alternativ al zeului Quetzalcoatl,, iar numele Morelos este numele de familie al eroului național al Războiului mexican de independență, José María Morelos.